# Neuralink
Neuralink е американска невротехнологична компания, основана от Илон Мъск, планираща да се занимава с разработката и производството на имплантируеми неврокомпютърни интерфейси (система за обмен на информация между мозъка и електронно устройство, например компютър). Седалището на компанията е разположено в Сан Франциско. Компанията е основана през 2016 г., а първите публикации за нея се появяват през март 2019 г. Търговската марка Neuralink е купена от предишен собственик през януари 2017 г.
Съгласно статия от сайта Wait But Why, публикувана през април 2017 г., Мъск заявява, че компанията се стреми да разработи устройства за лечение на сериозни заболявания на главния мозък в краткосрочна перспектива, а крайната цел се състои в усъвършенстване на хората.
Още през юни 2016 г. обаче Мъск обсъжда идеята за създаване на „невролента“ (на английски: neural lace), която в научнофантастичните разкази на Иън Банкс се използва от представителите на свръхцивилизацията „The Culture“.

## Презентации

### Презентация от 2019 г.
На 16 юли 2019 г. е представена презентация, на която Илон Мъск и екип от компанията Neuralink представят резултатите от своята двегодишна работа над технологиите на бъдещето – нейроинтерфейси мозък-машина. Показан е чип N1, който ще се имплантира в мозъка. Илон Мъск даже разказва малко повече, отколкото е планирал – в частност за резултати от тествания върху животни. По думите на компанията, през 2020 г. Neuralink ще може вече да започне клинични изпитвания с хора.
Изпитванията са планирани да се извършат на човек с парализа на всички крайници, на който се смята да се имплантират четири 1024 канални сензора в първичната моторна кора, в допълнителната моторна област, в премоторната кора, а също, за обратна връзка – в първичната соматосензорна кора. Началните цели са да се постигне „мислено“ въвеждане на текст и управление на компютър и мобилен телефон.
Демонстрирана е също така работата на създаден от екипа апарат, който е способен самостоятелно да оценява преминаващите през кората на главния мозък кръвоносни съдове и разполага, без да поврежда кръвообращението, „нишките“ на Neuralink, които служат за улавяне на импулси и стимулиране на невроните.
В раздел „Въпроси и отговори“ Илон Мъск се изказва положително за идеята да се създаде нещо подобно на App store. На разработчиците ще бъде предоставен API.

### Презентация от 2020 г.
Проведена е с цел да се привлекат нови сътрудници. Демонстрирани са чиповете от второ поколение, които се имплантират в черепа, и роботът, с помощта на който става това, а също свине с имплантирано устройство. На презентацията е обявено, че дадената технология е път към лечението на много тежки болести при човека. Едновременно се повдига темата за симбиозата между човек и изкуствен интелект. Имплантирането на създаваните от Neuralink устройства по хирургичен начин в мозъка на живи маймуни, свине и други животни са обект на критика от страна на такива групи, като PETA.
Планове за 2021 г.
През 2020 г., след успешната презентация от Neuralink върху свине, Илон Мъск получава разрешение да провежда опити и върху хора през 2021 г.
На 9 април 2021 г. Neuralink обявява, че е демонстрирал маймуна, играеща на играта „Pong“, използвайки имплантанта на Neuralink. Някои учени отбелязват, че подобна технология съществува от 2002 г., когато изследователска група за първи път демонстрира маймуна, която движи компютърен курсор чрез невронни сигнали.
Цитат от Илон Мъск: „Ще успеем да надминем силата на човешкия мозък още преди 2030 година.“